# Kleinbahnbrücke (Minden)
Die Kleinbahnbrücke in der ostwestfälischen Stadt Minden in Nordrhein-Westfalen ist eine Eisenbahnbrücke und eine von insgesamt sechs Brücken über die Weser auf dem Gebiet der Stadt. Sie wurde 1898 erbaut und steht unter Denkmalschutz.

## Geschichte
Der Bahnhof Minden der 1847 in Betrieb genommenen Köln-Mindener Eisenbahn wurde außerhalb der Stadt auf dem anderen Weserufer angelegt. Als im Rahmen des Preußischen Kleinbahngesetzes von 1892 die Erschließung ländlicher Gebiete mit sogenannten Kleinbahnen begann, entstand eine Strecke der schmalspurigen Mindener Kreisbahnen vom Staatsbahnhof auf dem östlichen Weserufer über die Weser in den nördlichen Teil der Innenstadt von Minden und dann nach Überwindung einer Geländestufe ins nördliche Umland nach Petershagen. Damit wurde auch ein neuer Bahnhof (genannt Bahnhof Minden Stadt) nördlich der Stadt eröffnet, der näher an der Innenstadt lag. Zur Überquerung des Flusses wurde die Kleinbahnbrücke als genietete Stahlfachwerk-Konstruktion mit langer Flutbrücke auf dem östlichen Ufer gebaut.
Diese Brücke trug zunächst die Schmalspurgleise, die nach dem Zweiten Weltkrieg auf Normalspur verbreitert wurden. 
Westlich der Brücke lag der ehemalige Bahnhof Minden Stadt; östlich der Brücke wurde der Anschluss an die Staatsbahn zunächst über den Übergabebahnhof an der Friedrich-Wilhelm-Straße und das anschließende Rangiergelände vollzogen. An der Kaiserstraße baute man dann den Kleinbahnhof Staatsbahnhof, der eine eigene Stichstrecke vom östlichen Weserufer an der Kleinbahnbrücke über den Neumarkt bis hin zum Bahnhof an der Kaiserstraße erhielt. Diese Strecke wurde 1956 wieder aufgegeben. 
Bei den Kampfhandlungen des Zweiten Weltkriegs wurde die Brücke durch deutsche Pioniere gesprengt und lag anschließend im Flussbett. Die aus dem Wasser ragenden Bögen der Brücke wurden von manchen Menschen zur Überquerung der Weser genutzt, obwohl das Überklettern schwierig und gefährlich war. Die Brücke konnte später gehoben und instand gesetzt werden.
Der planmäßige Personenzugverkehr auf den Mindener Kreisbahnen wurde 1974 eingestellt. Damit ging auch der Verkehr auf der Kleinbahnbrücke in Minden zurück. Heute wird die Brücke durch tägliche Güterzuge sowie Sonderfahrten der Museums-Eisenbahn Minden genutzt, die damit Anschluss ihrer Gleise an die übergeordneten Gleise im Netz der Deutschen Bahn erhält.
Im Jahr 2004 wurde die Brücke umfassend saniert. Die Pfeiler aus Portasandstein wurden abgestrahlt und neu verputzt, die Bogenbrücke ausgebessert und grundlegend neu mit Rostschutz behandelt und lackiert. Die stählernen Fachwerkträger der Flutbrücke auf dem östlichen Ufer wurden durch Vollwandträger ersetzt.